# Bythinella
Genre
Bythinella est un genre de très petits escargots d'eau douce, des mollusques gastéropodes aquatiques de la famille des Amnicolidae, selon la taxonomie de Bouchet et Rocroi 2005
Depuis 2006, l'espèce type est Bythinella viridis.

## Liste des espèces

### Liste des espèces établie par Moquin-Tandon
En 1855, Moquin-Tandon décrit le genre Bythinie et il classe Bythinella les dix espèces et vingt et une variétés suivantes, présentant la caractéristique commune d'avoir un opercule cochléiforme à noyau excentrique :
| Moquin-Tandon | Moquin-Tandon                  | Description originale | Taxonomie                                         | Genre si autre que Bythinella  |
| ------------- | ------------------------------ | --------------------- | ------------------------------------------------- | ------------------------------ |
| 1.            | Bythinia ferussina             | Paludina Ferussina    | Bythinella ferussina (des Moulins, 1827)          |                                |
| 1.β.          | Bythinia ferussina cebennensis |                       | Bythinella cebennensis (Dupuy, 1851)              |                                |
| 1.γ.          | Bythinia ferussina webbiana    |                       | Bythinella cebennensis (Dupuy, 1851)              |                                |
| 2.            | Bythinia marginata             | Paludina marginata    | Belgrandia marginata (Michaud, 1831)              | Belgrandia Bourguignat 1869    |
| 2.β.          | Bythinia marginata gibbosa     |                       | Bythinella gibbosa (Moquin-Tandon, 1856)          |                                |
| 2.γ.          | Bythinia marginata simoniana   |                       | Bythinella simoniana (Moquin-Tandon, 1856)        |                                |
| 3.            | Bythinia vitrea                | Cyclostoma vitrea     | Spiralix (Spiralix) vitrea (Draparnaud, 1801)     | Spiralix Boeters 1972          |
| 3.β.          | Bythinia vitrea elongata       |                       | Jaminia quadridens elongata (Moquin-Tandon, 1856) | Jaminia Risso 1826             |
| 3.γ.          | Bythinia vitrea bulimoïden     |                       |                                                   |                                |
| 4.            | Bythinia abbreviata            | Paludina Abbreviata   | Bythinella abbreviata (Michaud, 1831)             |                                |
| 4.β.          | Bythinia abbreviata reyniesii  | Hydrobia reyniesii    | Bythinella reyniesii (Dupuy, 1851)                |                                |
| 5.            | Bythinia bicarinata            | Paludina bicarinata   | Bythinella bicarinata (des Moulins, 1827)         |                                |
| 6.            | Bythinia gibba                 | Cyclostoma gibba      | Belgrandia gibba (Draparnaud, 1805)               | Belgrandia Bourguignat 1869    |
| 6.β.          | Bythinia gibba uniplicata      |                       |                                                   |                                |
| 6.γ.          | Bythinia gibba marginata       |                       |                                                   |                                |
| 6.δ.          | Bythinia gibba aplexa          |                       |                                                   |                                |
| 7.            | Bythinia conoidea              | Paludina conoidea     | Belgrandia conoidea Reynies 1844                  | Belgrandia Bourguignat 1869    |
| 8.            | Bythinia brevis                | Cyclostoma brevis     | Avenionia brevis (Draparnaud, 1805)               | Avenionia Nicolas 1882         |
| 8.β.          | Bythinia brevis saxatilia      | Paludina saxatilis    | Belgrandiella saxatilis (Reynies, 1844)           | Belgrandiella A.J. Wagner 1928 |
| 8.γ.          | Bythinia brevis dunalina       |                       | Belgrandiella dunalina (Moquin-Tandon, 1856)      | Belgrandiella A.J. Wagner 1928 |
| 8.δ.          | Bythinia brevis perrisii       | Hydrobia perrisii     | Alzoniella (Alzoniella) perrisii (Dupuy, 1851)    | Alzoniella Giusti & Bodon 1984 |
| 9.            | Bythinia viridis               | Bulimus viridis       | Bythinella viridis (Poiret, 1801)                 |                                |
| 9.β.          | Bythinia viridis rubiginosa    | Paludina rubiginosa   | Bythinella rubiginosa (Boubee, 1833)              |                                |
| 9.γ.          | Bythinia viridis nigrieans     |                       |                                                   |                                |
| 9.δ.          | Bythinia viridis inflata       |                       |                                                   |                                |
| 9.ε.          | Bythinia viridis attenuata     |                       |                                                   |                                |
| 9.ζ.          | Bythinia viridis moulinsii     | Hydrobia moulinsii    | Bythinella moulinsii (Dupuy, 1849)                |                                |
| 9.η.          | Bythinia viridis astierii      | Hydrobia astierii     | Pseudamnicola (Corrosella) astierii (Dupuy 1851)  | Pseudamnicola Paulucci 1878    |
| 10.           | Bythinia similis               | Cyclostoma similis    | Mercuria similis (Draparnaud, 1805)               | Mercuria Boeters 1971          |
| 10.β.         | Bythinia similis rufescens     |                       |                                                   |                                |
| 10.γ.         | Bythinia similis moutonii      | moutonii Dupuy 1849   | Mercuria meridionalis (Risso, 1826)               | Mercuria Boeters 1971          |

### Autres espèces
Par ordre chronologique de description:
- Bythinella opaca opaca (M. von Gallenstein, 1848)
- Bythinella rufescens rufescens (Küster, 1852)
- Bythinella charpentieri (Roth, 1855)
- Bythinella austriaca austriaca (Frauenfeld, 1857)
- Bythinella compressa (Frauenfeld, 1857)
- Bythinella cylindrica (Frauenfeld, 1857)
- Bythinella dunkeri (Frauenfeld, 1857)
- Bythinella pyrenaica (Bourguignat, 1861)
- Bythinella pannonica (Frauenfeld, 1865)
- Bythinella carinulata (Drouet, 1867)[10]
- Bythinella eutrepha (Paladilhe, 1867)
- Bythinella ligurica (Paladilhe, 1867)
- Bythinella cylindracea (Paladilhe, 1869)
- Bythinella turriculata (Paladilhe, 1869)
- Bythinella pupoides (Paladilhe, 1869)
- Bythinella pupoides pupoides (Paladilhe, 1869)
- Bythinella servainiana (Paladilhe, 1870)
- Bythinella eurystoma (Paladilhe, 1870)
- Bythinella baudoni (Paladilhe, 1874)
- Bythinella utriculus (Paladilhe, 1874)
- Bythinella baudoni baudoni (Paladilhe, 1874)
- Bythinella baudoni andorrensis (Paladilhe, 1875)
- Bythinella bavarica (Clessin, 1877)
- Bythinella darrieuxii (De Folin & Berillon, 1877)
- Bythinella robiciana (Clessin, 1890)
- Bythinella ginolensis (Fagot, 1881)
- Bythinella hungarica (Hazay, 1880)
- Bythinella lancelevei (locard, 1884)
- Bythinella nothites (Westerlund, 1886)
- Bythinella austriaca melanostoma (Brancsik, 1889)
- Bythinella parvula (locard, 1893)
- Bythinella padiraci (locard, 1903)
- Bythinella austriaca conica (Clessin, 1910)
- Bythinella roubionensis (Caziot, 1910)
- Bythinella samecana (Clessin, 1911)
- Bythinella rufescens persuturata (Bofill, F. Haas & Aguilar-Amat 1921)
- Bythinella batalleri (Bofill, 1925)
- Bythinella austriaca pavovillatica (Canon, 1937)
- Bythinella austriaca ehrmanni (Pax, 1938)
- Bythinella molcsany (H. Wagner, 1941)
- Bythinella dacida (Grossu, 1946)
- Bythinella drimica (Radoman, 1976)
- Bythinella drimica alba (Radoman, 1976)
- Bythinella drimica drimica (Radoman, 1976)
- Bythinella kapelana (Radoman, 1976)
- Bythinella opaca dispersa (Radoman, 1976)
- Bythinella opaca luteola (Radoman, 1976)
- Bythinella magna (Radoman, 1976)
- Bythinella serborientalis (Radoman, 1976)
- Bythinella cosensis (Schütt, 1980)
- Bythinella cretensis (Schütt, 1980)
- Bythinella micherdzinskii (Falniowski, 1980)
- Bythinella badensis (Boeters, 1981)
- Bythinella metarubra (Falniowski, 1987)
- Bythinella zyvionteki (Falniowski, 1987)
- Bythinella padana (Bernasconi, 1989)
- Bythinella pupoides phreaticola (Bernasconi, 1989)
- Bythinella vesontiana (Bernasconi, 1989)
- Bythinella bertrandi (Bernasconi, 2000)
- Bythinella jourdei (Bernasconi, 2000)
- Bythinella lalindei (Bernasconi, 2000)
- Bythinella pujolensis (Bernasconi, 2000)
- Bythinella rondelaudi (Bernasconi, 2000)
- Bythinella troyana (Bernasconi, 2000)
- Bythinella vimperei (Bernasconi, 2000)
- Bythinella bouleti (Girardi, Bichain & Wienin, 2002)
- Bythinella galerae (Girardi, Bichain & Wienin, 2002)
- Bythinella wawrzineki (Bernasconi, 2002)
- Bythinella geisserti (Boeters & Falkner, 2003)